# Cefamandol

Cefamandol.

Cefamandol es el nombre genérico de un antibiótico del grupo de las cefalosporinas de segunda generación, indicado para la profilaxis y tratamiento de infecciones bacterianas. Adicionalmente el cefamandol tiene cobertura anti-anaeróbica. El cefamandol ha dejado de comercializarse en Norteamérica.

## Efectos colaterales
El cefamandol puede causar una reacción tipo disulfiram con la ingesta concomitante de alcohol como consecuencia de la inhibición de la aldehído deshidrogenasa. El cefamandol puede también causar prolongación del tiempo de protrombina por alteración en la síntesis de vitamina K en el intestino.
Al igual que otros antibióticos de administración oral, el cefamandol suele alterar la flora intestinal y produce diarrea por sobreinfecciones con microorganismos resistentes. Generalmente, la diarrea remite tras la suspensión del antibiótico.